# Hirschknock
Hirschknock ist ein Stadtteil der kreisfreien Stadt Bamberg im bayerischen Regierungsbezirk Oberfranken.

## Lage
Hirschknock liegt im Nordosten der Stadt Bamberg. In unmittelbarer Nähe befindet sich der Flugplatz Bamberg-Breitenau. Der Ortsteil ist über die Buslinie 914 an das Stadtzentrum angebunden und liegt nahe der Autobahnen A 70 und A 73 und dem Autobahnkreuz Bamberg.

## Geschichte
Am 1. Juli 1972 wurde der Ortsteil Hirschknock der Gemeinde Gundelsheim ins Stadtgebiet von Bamberg eingegliedert.

## Baudenkmäler
In der Liste der Baudenkmäler in Bamberg ist für Hirschknock kein Baudenkmal aufgeführt.